# Американська меннонітська допомога
Американська меннонітська допомога — перша іноземна релігійно-благодійницька організація, яка надала допомогу голодуючим України в 1922 році. Розгорнула діяльність у колоніях українських менонітів у Запорізькій губернії, але допомагала голодуючим й інщих віросповідань. Розподілила 7,1 мільйонів продовольчих пайків. Для подолання наслідків голоду в сільському господарстві завезла в Україну 50 тракторів.